# Sambo
Pour les articles homonymes, voir Sambo (homonymie).
Le sambo (en russe : Самбо) est un art martial et un sport de combat créé en URSS dans les années 1930, mélangeant principalement le judo, la boxe, la lutte et le samoz. Suivant le type de sambo pratiqué, l'usage des percussions pieds-poings peut être autorisé (combat sambo) en plus de son aspect lutte (sambo sportif), ce qui fait du sambo une catégorie proche du combat libre.

## Généralités
Le sambo (du russe : самбо) provient d’une contraction de Samozachtchita bez oroujiya (Самозащита без оружия), qui signifie mot à mot autodéfense sans arme.
Cette technique de combat est le résultat d’un travail de collaboration entre Viktor Afanassievitch Spiridonov, vétéran de la guerre russo-japonaise de 1905, Vassili Ochtchepkov, militaire et pionnier du judo soviétique dans les années 1910, et Anatoli Kharlampiev (ru), ancien élève d’Ochtchepkov et auteur de livres très prolifique sur le sambo.
Dès sa création, le sambo est repris par les militaires de l’époque. Son développement spécifique pour les militaires s’effectue sous la supervision de l’Armée rouge tout en conservant un développement parallèle en tant que discipline sportive ouverte au public.
Aujourd'hui, le sambo (sport de combat), est géré au niveau mondial par deux fédérations : la Fédération Mondiale Combat Sambo (FMCS) localisée à Moscou et la Fédération Internationale Amateur de Sambo (en) (FIAS). La première compétition de sambo sportif s’est déroulée en URSS, le 16 novembre 1938, à l'occasion d'un tournoi de lutte libre sur une proposition d’Anatoli Kharlampiev. Le premier championnat d'URSS s’est tenu en 1939.

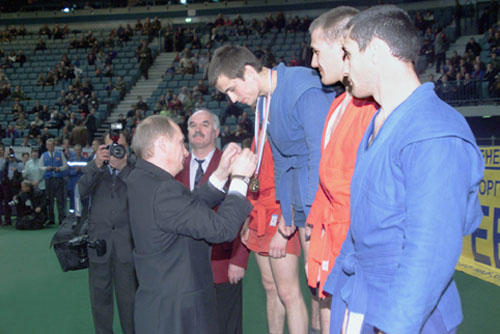
Vladimir Poutine, qui pratique lui-même le sambo, récompensant le vainqueur d'un tournoi à Saint-Pétersbourg en 2001. Les combattants sont vêtus d'une kourtka rouge ou bleue.

Les techniques de sambo sont très nombreuses (plus de 5 000 prises) et entrent dans trois grandes catégories : les projections, les contrôles articulaires et les immobilisations. Il est rare que les combats de cinq minutes qui se pratiquent en compétition arrivent à terme en raison de la limite de temps. Généralement, l'un des deux combattants parvient en effet à prendre l'avantage sur son adversaire. Le sambo se distingue particulièrement au niveau de ses projections très spectaculaires, dites à l’arrachée, et également au niveau de ses clefs de jambes.
Les combats se disputent sur un tapis de Sambo, sous le contrôle d'un arbitre, d'un juge et d'un chef de tapis. Les samboïstes sont vêtus d'une veste étroite, la Kurtka (en) (« veste » en russe), rouge ou bleue, fermée par une ceinture de couleur identique (la ceinture noire est aussi acceptée). Un short (bleu ou rouge assorti à la veste), appelé Trusi, et des chaussures de cuir souple appelées Sambofki, complètent l'équipement des combattants. Pour le cas du sambo de combat, les combattants sont équipés de gants « coupés ».
Le sambo se divise en trois formes de pratiques et possèdent toutes leurs particularités propres :
- sambo sportif - Borba Sambo (russe : Борьба Самбо) : projections et combat au sol ;
- sambo combat - Boïevoe Sambo (russe : Боевое Самбо) : percussions, projections, pieds-poings, combat au sol, étranglements, clefs de soumission autorisées ; protège-dents, coquille, gants sont alors de rigueur ; est parfois associée au sambo militaire (russe : Комбат Самбо).
- sambo self-défense systema et Samoz (russe : Самоз) : technique d’autodéfense mélangeant toutes les techniques d'arts martiaux existants, se pratique en pantalon à la place du short. Cette approche est très souvent associée au sambo militaire (russe : Комбат Самбо).

Parmi les pratiquants célèbres de sambo, il convient de nommer : Oleg Taktarov, Vladimir Poutine, Andrei Arlovski, Sergueï Kharitonov, Khabib Nurmagomedov, Fedor Emelianenko et son frère Aleksander Emelianenko.

## Historique

### Samozde Spiridonov
Viktor Spiridonov fait référence à son système de combat en tant que « Sam » ou « Samoz », diminutif de Samozachtchita (« autodéfense » en russe), et parfois même de « Sambo », qui est un acronyme de Samozachtchita bez oroujia (« autodéfense sans armes »).
L'efficacité du Samoz est le critère principal de cet art martial. Le Samoz de Viktor Spiridonov est enseigné dans le plus grand secret au Club Dynamo, centre d'entraînement du KGB (anciennement NKVD), fondé par le Commandant Kliment Vorochilov, chargé du développement du combat militaire au corps à corps. Viktor Spiridonov a été le premier instructeur à y être engagé, spécifiquement pour former les troupes spéciales de Joseph Staline.
Le Samoz est souvent décrit comme une sorte d'aïkido russe, mais en fait, on le retrouve sous trois grands courants, dépendants de l'époque et des groupes où Viktor Spiridonov l'avait enseigné. La spécialisation de son enseignement variait selon les besoins particuliers des différents groupes militaires : armée régulière, police secrète (NKVD, KGB), commandos spéciaux (Spetsnaz, GRU), etc. Une partie de l'évolution du Samoz est longtemps restée dans l'ombre du KGB (anciennement le NKVD) et avait été classée "Top Secret", pour un groupe d'élite. En 1953, à la mort de Staline, ce groupe fut dissous pour être reconverti quelques années plus tard sous une nouvelle unité des Forces Spéciales : les "Spetsnaz".
- Samoz - appliqué pour la police : Forme d'autodéfense ayant pour but de neutraliser l'adversaire avec le minimum de heurts, de le contrôler, de l'immobiliser dans le but de pouvoir procéder à son arrestation. Les techniques de frappes sont présentes mais sont utilisées plus à titre de diversion. L'emphase est plutôt mise sur les techniques de contrôles articulaires et la défense contres armes blanches et armes à feu. Ce système est très similaire au Taihojutsu japonais.
- Samoz - appliqué pour les militaires : Forme de combat ayant pour but de blesser, de neutraliser ou de tuer l'ennemi. Dans cette version, les techniques de frappes, de projections, de luxations sont omniprésentes, de même que les techniques de couteau, de bâton, de chaîne, d'épée, d'armes à feu, etc. Dans sa conception, ce type de Samoz a été élaboré pour des soldats de plus faible stature ou des soldats blessés, pour qu'ils puissent combattre et sortir victorieux d'un combat les plaçant en situation de désavantage. Il existe plusieurs similarités entre ce système et le Taijutsu, le Ju-jitsu et l'Aïkijutsu japonais.
- Samoz - appliqué pour le KGB : Cette forme de combat a été créée de manière à passer presque inaperçue lorsqu’elle est utilisée. Son origine remonte au début de la guerre froide. Lorsque l'on regarde de prime abord, la pratique de cette forme de combat, elle peut sembler bâclée et manquer de finition. Mais il ne faut pas s'y fier, c'est justement l'intention : aux yeux d'un passant dans la rue, l'agent du KGB utilisant cette méthode semble plus avoir été bousculé, avoir accroché son adversaire, vouloir lui porter secours ou tout simplement, s'être débarrassé de sa victime de manière quasi invisible en pleine foule. L'emphase est davantage placée sur les principes du combat que sur des techniques proprement dites. On agit toujours avec sobriété en utilisant le minimum de mouvement, d'énergie, pour obtenir le maximum d'efficacité. Cette forme se situe entre l'Aïkijutsu, l'Aïkido et le Kenpo. On y retrouve également une philosophie d'application ayant plusieurs similitudes avec le Ninjutsu : agir sans être vu, disparaître rapidement, s'adapter et combattre dans n'importe quelle situation, etc.

### Origines du sambo
Vassili Ochtchepkov est le véritable instigateur du Sambo. C'est lui qui effectua tout le travail de fond et qui poussa le travail initié par Spiridonov sur une lancée exponentielle. C'est Vassili Ochtchepkov qui est l'ingénieur du Sambo. Anatoli Kharlampiev (ru) était l'élève d'Ochtchepkov. C'est Anatoli Kharlampiev qui compila et organisa tout le travail d'Ochtchepkov à la mort de ce dernier. C'est aussi lui qui s'attribua la paternité de la création du Sambo, s'appuyant sur l'apport des luttes slaves et reniant tout apport japonais à sa création. Il a agi ainsi soit par mégalomanie, s'attribuant ainsi toute la gloire de la création de cet art martial, soit par obligation, ayant reçu l'ordre spécifique de détruire toutes traces d'influences extérieures pour des raisons de nationalisme. La vérité sur cette partie d’histoire reste cependant nébuleuse.
La description et la philosophie du Sambo ont été rendues possibles grâce à la collaboration et au développement des connaissance du combat de Viktor Spiridonov, de Vassili Ochtchepkov et d'Anatoli Kharlampiev et a éventuellement résulté en classifiant trois niveaux de Sambo :
- Le premier niveau du Sambo : il a été principalement créé par Spiridonov avec l'assistance d'Ochtchepkov. Ce niveau a été créé pour le sabotage, l'assassinat, l'autodéfense et l'interrogation par les Forces Spéciales Soviétiques. Il a été nommé successivement « Samoz », « Combat Sambo Spetsnaz » et « Systema ». Le Sambo ou Samoz de Spiridonov a été classé hautement secret par les autorités et n'existe pas officiellement. En réalité, le style de Spiridonov était populaire parmi les officiers du NKVD (KGB). C'est un style souple qui nécessite beaucoup de pratique avant d'être maîtrisé.
- Le second niveau du Sambo : il a été créé pour les besoins de maîtrise, d'immobilisation et de contrôle de foule par la Police Soviétique. Si un soldat doit souvent tuer son adversaire, le policier lui, doit le maintenir, le contrôler et l'immobiliser pour pouvoir l'arrêter. Avec l'accord du Gouvernement Soviétique, ce système fut rendu public pour l'utilisation de la police et autres forces de l'ordre ainsi que pour les militaires. Ce système fut supposément créé par Kharlampiev, mais en fait, on sait maintenant que Kharlampiev hérita ce système d'Ochtchepkov. En effet, Ochtchepkov débuta l'entraînement de la police bien avant que Kharlampiev prenne le contrôle de ce système. On parle ici du Sambo d'autodéfense, une forme de Sambo souvent associé et assimilé au Sambo Militaire, au Sambo de Combat ou "Boïevoe Sambo", par ce qu'il utilise en plus des contrôles articulaires et des projections, des techniques de frappes et des techniques d'armes.

Le Boïevoe Sambo a été déclassifié en 1991 par le Gouvernement russe, afin de le rendre accessible au public dans une version sportive de combat libre. En 1994, Moscou accueille le 1er championnat de Russie de Boïevoe Sambo ouvert au public.
- Le troisième niveau du Sambo : il a été intentionnellement dilué pour les besoins de la compétition sportive et comme méthode d'éducation physique pour les militaires ou de futurs militaires. Ce style a été élaboré pour être éventuellement reconnu comme un sport Olympique. Si l'apport de Spiridonov a été prédominant dans le premier niveau du Sambo, c'est la contribution apportée par Ochtchepkov qui prédomine au troisième niveau du Sambo. Spiridonov a quand même apporté son assistance à Ochtchepkov pour l'élaboration du Sambo Sportif ou « Borba Sambo ».

### Apport de Kharlampiev
Anatoli Kharlampiev (ru) (1907-1979) est né dans la famille d'un pionnier de la boxe russe. Dès 16 ans, déjà instructeur de culture physique, il commence à étudier les diverses formes de luttes nationales et internationales. De nombreuses années d'assimilation des techniques d'autodéfenses, une pratique personnelle de ces diverses techniques dans des heurts occasionnels le persuadent de la nécessité d'influer sur un système de combat moderne. Après la Seconde Guerre mondiale, à laquelle il a participé, il travaille pendant de longues années au Club Dynamo de Moscou, où il organise un large réseau d'enseignement des techniques d'autodéfenses pour les troupes des Affaires Intérieures et il met au point la progression technique de sections sportives importantes. Il enrichit les recherches de Spiridonov et d'Ochtchepkov et réalise la synthèse de leurs travaux. Anatoli Kharlampiev est souvent référé comme étant le père du Sambo, mais en fait, c'est Viktor Spiridonov qui associa le premier cette appellation à ce nouveau système de combat, tout d'abord sous le nom de : Sam, puis de Samoz, de Samba et finalement de Sambo. Viktor Spiridonov est également le père fondateur d'un système de combat parallèle qu'il développa. Ce système est plus doux, c'est une sorte d'« Aïkido Russe » qu'il nomma Samoz. L'idée derrière le Samoz de Spiridonov était de pouvoir être utilisé par une personne plus petite, plus faible voire un soldat blessé. À la différence du Sambo, le Samoz est un système avec armes. Une version plus raffinée du Samoz est employé aujourd'hui pour les besoins des commandos Russes, les Spetsnaz. Il est intégré au Sambo militaire comme étant une sous spécialisation de ce dernier. Parmi les grands spécialistes actuels de ce type de système, nous pouvons nommer le Colonel Mikhail Ryabko et le Capitaine Vladimir Vasiliev des Forces Spéciales Russe (Spetsnaz). Vladimir Vasiliev enseigne sa propre interprétation du Samoz de Spiridonov et a nommé son style le Systema ou tout simplement Russian Martial Art.
En 1938 a lieu la première rencontre des professeurs et enseignants de Sambo de toute l'Union soviétique. Le 16 novembre de la même année, le Comité du Sport et de la Culture physique officialise par un rapport l'existence du Sambo, synthèse des diverses formes de luttes populaires. À cette époque, le Sambo se diffuse dans les grandes villes comme Moscou, Leningrad, Kharkov, Bakou et Saratov. Un an plus tard se tient le premier championnat national réunissant 56 athlètes à Leningrad. Parmi les huit vainqueurs retenus se trouve E.M. Chumakov, figure marquante du Sambo à cette époque. La Seconde Guerre mondiale éclate. Des détachements spéciaux de sportifs sont créés en URSS. Les Samboïstes présents dans les rangs de l'Armée rouge assurent la préparation des éclaireurs et de l'infanterie. L'Institut Lesgaft (ru) envoie 316 étudiants entraînés au combat sans armes (Sambo) derrière les lignes allemandes pour effectuer des missions de sabotage. Ce sont les Spetsnaz (le SMERSH est un exemple de ces unités d'intervention spéciales). Le succès est tel que l'Institut est décoré en 1944 de l'Ordre du Drapeau rouge. Devant l'importance prise par la guerre de guérilla en attendant que l'Armée rouge, d'abord en déroute, se reconstitue, on forme au Sambo dans l'urgence, 31 000 instructeurs au combat corps à corps dans les bases arrière du Kazakhstan entre 1941 et 1942.
La Deuxième Guerre achevée, de nombreux Samboïstes sont envoyés dans les autres pays de l'Est pour diffuser le Sambo. C'est en Bulgarie que se constituera la plus brillante école. La tension internationale s'accentuant par le fait du rideau de fer et de la Guerre froide, les informations sur le Sambo des années 1950 sont très rares car restreintes par les Services Secrets. À partir de 1947 en URSS, les compétitions de Sambo ont régulièrement lieu en individuel, et par équipes en 1949. Les autorités soviétiques sont alors partagées entre le désir de développer le Sambo sur le plan mondial et l'impératif de discrétion absolue concernant le Sambo d'autodéfense et militaire. Ce paradoxe explique les hésitations et la diffusion très faible du Sambo dans le monde occidental. Peu après les années 1950, débute une période d’influence du Sambo au niveau mondial. Les Samboïstes ont emprunté quelques aspects des méthodes d'entraînement des Judoka, comme la répétition technique (Uchi Komi) et le combat souple libre (Randori). Dès le début des années 1960, les Japonais sont parmi les premiers à créer une Fédération de Sambo dans leur pays, qui organise des championnats nationaux et participe aux rencontres internationales.
À la fin de la Seconde Guerre mondiale, Anatoli Kharlampiev (ru) se retrouve comme étant l'unique « chef de file » du Sambo russe. Après s'être autoproclamé, seul créateur et inventeur du Sambo, par souci de survie, même si une partie non négligeable du mérite de la création du Sambo lui revient, il ne révéla jamais la vérité sur Vassili Ochtchepkov. Malgré tout son mérite, la dignité humaine de Kharlampiev n'était pas aussi élevée que sa qualité de professionnel. Il se démarqua par son manque de conscience et d'humilité, même après que le nom de Vassili Ochtchepkov fut blanchit, Kharlampiev ne révéla jamais les véritables origines du Sambo. Il ne donna jamais la reconnaissance due à son professeur, Vassili Ochtchepkov. Au contraire, il contribua au développement de son propre mythe en disant et en écrivant qu'il avait reçu l'ordre explicite de créer le Sambo par Nikolaï Podvoïski, un héros de la révolution en 1922. Mais en 1922, Anatoli Kharlampiev n'avait que quinze ans. C'est un bien un jeune âge pour porter une telle responsabilité. Et comment expliquer toutes les similarités existantes entre le Judo et Sambo alors que Kharlampiev nie catégoriquement l'implication du Judo dans la création du Sambo.
Malgré ses petits travers mégalomanes, Anatoli Kharlampiev fit un excellent travail de synthèse en compilant et en organisant le travail de Viktor Spiridonov et de Vassili Ochtchepkov pour parfaire le Sambo. Il fut un auteur de livres très prolifique, c'est d'ailleurs à lui que l'on doit les premiers ouvrages sur le Sambo. Il a écrit des ouvrages sur le Sambo sportif (Borba Sambo) ainsi que sur le Sambo militaire (Combat Sambo Spetsnaz ou Systema). Ainsi donc, aujourd'hui on classifie le Sambo en trois catégories (à ne pas confondre avec les trois niveaux d’enseignement du Sambo cités plus haut) :
1. Samoz, Combat Sambo Spetsnaz, Systema (Sambo Militaire - Commando Spécial)
2. Boïevoe Sambo, Combat Sambo, Samoz (Sambo Militaire - Autodéfense)
3. Borba Sambo (Sambo Sportif - Sport de Combat)

## Dérivés du sambo
- Kadotchnikov's Systema : Fondé par Alekseï Alekseïevitch Kadotchnikov (père) en 1962, et développé par le général Arkadi Alekseïevitch Kadotchnikov (fils) et Valentina Aleksandrovna Kadotchnikova (petite-fille). Le Kadotchnikov Systema est basé en partie sur le Samoz-Sambo de Spiridonov ainsi que plusieurs formes russes de combat au corps à corps, datant de la Seconde Guerre mondiale. Alekseï Kadotchnikov est ingénieur en génie mécanique. C'est pour cette raison que ce système repose dans son enseignement sur les lois de la physique appliquées au combat.
- Retuinskih Systema ou ROSS (en) : Fondé par le Général Alexander Retuinskih (en) en 1995. ROSS est un acronyme qui provient de « Rossiyskaïa Otecthestvennaïa Systema Samozachtchity » et se traduit par Système d'Autodéfense d'Origine Russe. Ce système est conçu plus comme une méthodologie pour augmenter les performances au combat, applicable à n'importe quel art martial, plutôt qu'un système fermé. L'expérience d'Alexander Retuinskih se base sur la Boxe, le Boïevoe et le Combat Sambo, le Judo et le Kadotchnikov Systema. Il comprend le Sambo (Samoz) de Spiridonov, le Sambo d'Ochtchepkov et de Kharlampiev, et différents dérivés de styles de combat tel que le Tverian Buza et le Pskovan Skobar ainsi que la systématisation des arts martiaux indigène slave et de leurs méthodes d’entrainement.

- Ryabko Systema ou Poznai Sebia (en) : Fondé par le Colonel[6] Mikhail Ryabko (en). Ancien officier de l'Armée rouge, Mikhail Ryabko a évolué à titre de commando dans les forces spéciales, les Spetsnaz. L'influence principale de son système de combat provient de l'enseignement de l'un des gardes du corps personnel de Joseph Staline. Comme tous les arts martiaux russes, le Systema n'est pas seulement qu'une simple méthode de combat mais comprend aussi une méthode d'exercices physiques ayant pour but d'améliorer la santé. Cette pratique s'effectue par des exercices dans l'eau froide, des massages, des frappes curatives spéciales ainsi que plusieurs autres exercices qui ont pour but d'augmenter drastiquement la force et le tonus au moyen d'un éventail de mouvements naturels du corps. Poznaï Sebia se traduit du langage Russe en français par : « Connais-toi toi-même ». Mikhail Vassilievitch Ryabko est colonel chez les Spetnaz, chef instructeur de l'entraînement tactique pour l'équipe de réponse d'urgence et conseiller pour le Ministre de la Justice de la Fédération Russe.

## L’apport des luttes traditionnelles au Sambo
Outre le Judo (Kodokan) et le Ju-jitsu (Tenjin Shinyo Ryu et Kito Ryu Ju-jitsu), le sambo tire ses racines des différentes luttes de l'ex-URSS dont voici les 5 principales :
- Tchidaoba (ჭიდაობა) : de Géorgie
- Kures : du Kazakhstan
- Gulesch : d'Azerbaïdjan
- Kurijash : du Tatarstan et du Bachkortostan
- Kurash : d'Ouzbékistan

Il y a aussi d'autres types de luttes qui sont moins connus et qui sont :
- Kuresh : du Touva
- Khapsagay : de Yakoutie
- Akatuy : de Tchouvachie
- Trinte : de Moldavie
- Kokh : d'Arménie
- Goretch : du Turkménistan

### Le Tchidaoba deGéorgie
Ce type de lutte est considéré comme étant le plus non-orthodoxe de ces styles de luttes. Le combat débute avec les deux adversaires face à face et ils doivent s'affronter pour pouvoir prendre leurs saisies. La tenue de combat est composée d'un short et d'une veste ample sans manches. Des trous sont faits dans la veste, comme le Kurtka de Sambo, de manière à pouvoir passer une ceinture similaire à celle qu'utilisent les Judoka. Par ce qu'il n'y a pas de manche, le type saisi est plus limité. Les saisie au corps et à la ceinture son omniprésente en tchidaoba. Parmi le répertoire technique typique, on retrouve des techniques comme : Khabarelli, O-Uchi-Gari, Harai-Goshi, Uchi-Mata, Koshi-Guruma, Harai-Makikomi, Uchi-Makikomi

### Le Kures duKazakhstan
Très similaire au Kurash, le Kures se distingue de ce dernier par ses techniques de jambes, de crochetage, de fauchage, d'accrochage, etc. Le combat débute comme en Kurash avec une saisie à la ceinture mais contrairement au Kurash, le Kures autorise la saisie des jambes ce qui favorise les positions accroupies. La saisie maintenue en tout temps à la ceinture provient de leur héritage équestre. Il est possible de changer la saisie en la remplaçant par celle de l'autre main. Les combattants utilisent le vêtement national qui est similaire au Judogi mais avec une veste légèrement plus longue. Les combattants Kazakhs sont spécialement renommés pour leur sens de l'équilibre phénoménal, leur endurance et leur esprit combatif, à tel point qu'il était considéré comme un signe de malchance d'en affronter un dans les combats préliminaires d'un tournoi de lutte. La signature technique distinctive du Kures sont les différentes formes de Kata Guruma.

### Le Gulesch d'Azerbaïdjan
Le Gulesch se pratique avec un pantalon long, une ceinture mais le torse nu. C'est aussi le seul style de lutte Soviet[Quoi ?] qui permet de poursuivre le combat au sol. Les combattants peuvent saisir les pantalons de l'adversaire sans aucune restriction, ce qui est très différent du Judo. Par ce que les saisies au corps sont rendues plus difficiles à cause du torse nu, les combattants de Gulesch sont très habiles et très rapides à la saisie des jambes, à entrelacer les bras et le corps et à lever l'adversaire dans les airs. Par ce que les combattants sont autorisés à poursuivre le combat au sol ou de se lever du sol en toute liberté pour poursuivre le combat debout (très différent du Judo), ils ont développé de nombreuses versions et variations techniques de projection à genoux. Leur « marque de fabrique » est de saisir spécifiquement la jambe de l'adversaire et de la lever avec un spectaculaire Pick-Up pour pouvoir le projeter par la suite. Les formes de Te Guruma et de Kuchiki Daoshi sont également très représentatives.

### Le Kurijash duTatarstanet duBachkortostan
Le Kurijash se pratique un peu comme le Gulesch avec, un pantalon long, une ceinture et le torse nu. Il n'y a pas de combat au sol par contre. Les combattants se distinguent par leurs attaques très explosives au corps à corps. Les compétitions de Kurijash s’effectuent avec le gagnant qui fait face à tous les autres participants et les affrontent jusqu'à ce qu'il n'en reste plus ou qu'il perde. Dans ce cas, le nouveau gagnant fait de même. Le combat débute avec une saisie double à la ceinture, un peu comme en Kurash, mais avec des saisies avant. Leur répertoire technique se concentre surtout sur de formes similaires à Tani Otoshi, Ura Nage, ko Soto Gake ainsi qu'une version unique de saisie de jambes très particulière. Les techniques de projections sacrifices (Sutemi) sont utilisées sans restriction. Une des techniques favorite du Kurijash consiste en un mélange de Tani Otoshi et d’Ura Nage renforcé avec une levée de la jambe appliquée avec une saisie à la ceinture dans le dos. non-orthodoxe et très spectaculaire.

### Le Kurash d'Ouzbékistan
Ce type de lutte russe traditionnelle possède plusieurs similarités avec son homologue japonais, le Judo. Il existe deux types de pointage en Kurash semblable à l’Ippon (point complet) et Waza Ari (demi-point) de Judo. Les projections doivent être exécutées avec un soulèvement tangible de l'adversaire. Le point est accordé que sur une projection et une chute dynamique. Dès qu'une partie autre que les pieds (le genou, la hanche, le bras, le coude, etc.) touche le sol, le match est arrêté. Les techniques de projections sacrifices (Sutemi) sont possibles mais l'attaquant doit s'assurer que son adversaire touche le sol avant lui pour marquer le point. Cet élément de règlement donne lieu à des projections très dynamiques et extrêmement spectaculaires. Certaines versions de Kurash requièrent un type de saisie pré-arrangée d'autres non. Dans le cas des saisies pré-arrangées, le combat débute avec une saisie à une main à la ceinture dans le dos. C'est la saisie primaire et elle ne peut être relâchée. L'autre main demeure active et prend différentes saisies secondaires. Il n'y a donc pas de combat de Kumikata (saisies) comme au judo. Les combats se font sur une période de 4 minutes. Il n'y a pas de combat au sol (Ne Waza) en Kurash. Une des techniques représentatives du Kurash est une forme de Sukui Nage.

## Les composantes du Sambo
C'est donc sur cette trame de fond que s'est bâti le Sambo russe : le Judo du Kodokan, les luttes traditionnelles (Kourach, Chidaoba, Kures, Gulesch, Kurijash, etc), les clefs de jambes du Ju-jitsu (Tenjin Shinyo Ryu (en) et Kito Ryu (en)), la Lutte gréco-romaine, la Lutte libre, la Boxe, la Savate, le Muay thaï, le Wushu, le Pencak-Silat, etc. Les innovations importantes ont été apportées au Sambo, ce qui le distingue du Judo. Dans le Sambo Sportif, il n'y a pas de technique d'étranglement (Shime Waza). Ceci vient du fait que l'Union soviétique est un pays nordique. Avec l'utilisation de gants, de mitaines, de manteaux épais avec de gros collets, l'utilisation de techniques d'étranglement était difficile dans ce contexte. Par contre, certaines de ces techniques subsistent dans sa version militaire. Les techniques de clefs de jambes (Ashi Kansetsu) sont omniprésentes. D'abord par ce que le Kures, le Gulesch et autre types de luttes comportaient déjà un grand nombre de techniques avec l'utilisation des jambes. Ensuite, dans un contexte de frappes, de coups de pied, les clefs de jambes sont essentielles pour se défendre. Sur le champ de bataille, il est souvent préférable d'empêcher l'ennemi de se déplacer que de l'éliminer. En agissant de la sorte, deux autres soldats devront évacuer le blessé ce qui éliminera du terrain trois combattants plutôt qu’un seul et en lui brisant un genou ou une jambe, l'adversaire ne peut plus poursuivre son avancée. Les pratiquants de Sambo Militaire complémentaient leur apprentissage technique et tactique avec un conditionnement psychologique, de l'aérobie et de la musculation. Dans un sport, il peut être suffisant d'être un combattant technique, mais dans un vrai combat, il vaut mieux être un combattant et un technicien très endurant (mentalement et physiquement). L'escrime a été aussi incluse au Sambo. En effet, comme les Samouraï du Japon ancien avaient parfois à se défendre à mains nues avec leur Ju-jitsu contre des adversaires armés, les occasions de se retrouver désarmé contre un adversaire armé sont également applicables aujourd'hui.

## Les systèmes de grades du Sambo russe
Le Sambo russe ne comprend pas de système de ceinture ou de grade comme le Judo en comporte. Il existe cependant trois titres distinctifs attribués lors de compétitions d'envergure :
- Maître de sport 1re classe : champion d'une compétition nationale.
- Maître de sport 2e classe : champion de l'Union soviétique ou d'un tournoi majeur Européen et/ou international.
- Maître de sport 3e classe : champion du monde ou Champion Olympique.

Pendant un certain temps, dans le but de suivre le modèle japonais du Judo, l'ancien système soviétique reconnaissait un système de 11 degrés (Dan) de ceinture noire.
- Champion d'une compétition nationale : ceinture noire 6e Dan ornée d'un symbole représentant l'hôte du tournoi.
- Champion d'une compétition de la PanAm : ceinture noire 7e Dan
- Un médaillé de bronze au championnat du monde : ceinture bronze 8e Dan
- Un médaillé d'argent au championnat du monde : ceinture argent 9e Dan
- Un médaillé d'or au championnat du monde : ceinture or 10e Dan
- Un très grand champion, médaillé à plusieurs reprises : ceinture or 11e Dan ornée d'un insigne.

Ces distinctions et ces grades ne représentent en rien, du moins de manière claire et précise, une progression technique au Sambo. En effet, il n'existe aucun syllabus technique concernant l'enseignement de cet art martial. Les ceintures et titres ne sont en fait qu'une sorte de trophée. Elles sont le témoin de l'habileté du combattant à appliquer ses techniques en compétition. La Fédération Internationale Amateur de Sambo (FIAS) a aboli le système de ceintures en 1987.

## Règlement de compétition

### Catégories d'âges
La fédération internationale sépare les combattants dans les groupes d'âges suivants :
- Cadets : 14 à 16 ans
- Juniors : 16 à 18 ans
- Espoirs : 18 à 20 ans
- Seniors : 18 ans et plus
- Masters : 35 ans et plus
  - A : 35 à 39 ans
  - B : 40 à 44 ans
  - C : 45 à 49 ans
  - D : 50 à 54 ans
  - E : 55 à 59 ans
  - F : 60 à 64 ans
  - G : plus de 65 ans

En France, des catégories supplémentaires sont utilisées pour les plus jeunes : 
- Poussins : 4 à 9 ans
  - A : 4 et 5 ans
  - B : 6 et 7 ans
  - C : 8 et 9 ans
- Benjamins : 10 et 11 ans
- Minimes : 12 et 13 ans

### Catégories de poids
La fédération internationale sépare les combattants dans les catégories de poids suivantes :
- Cadets :
  - Masculins : -46 kg, -49 kg, -53 kg, -58 kg, -64 kg, -71 kg, -79 kg, -88 kg, +88 kg.
  - Féminines : -41 kg, -44 kg, -47 kg, -50 kg, -54 kg, -59 kg, -65 kg, -72 kg, +72 kg.
- Juniors :
  - Masculins : -53 kg, -58 kg, -64 kg, -71 kg, -79 kg, -88 kg, -98 kg, +98 kg.
  - Féminines : -47 kg, -50 kg, -54 kg, -59 kg, -65 kg, -72 kg, -80 kg, + 80 kg.
- Espoirs et seniors :
  - Masculins : -58 kg, -64 kg, -71 kg, -79 kg, -88 kg, -98 kg, +98 kg.
  - Féminines : -50 kg, -54 kg, -59 kg, -65 kg, -72 kg, -80 kg, +80 kg.
- Masters :
  - Masculins : -64 kg, -71 kg, -79 kg, -88 kg, -98 kg, +98 kg.
  - Féminines : -54 kg, -59 kg, -65 kg, -72 kg, -80 kg, +80 kg.

En France, les plus jeunes sont séparés comme suit :
- Poussins et benjamins : poules morphologiques
- Minimes :
  - Masculins : -38 kg, -42 kg, -46 kg, -50 kg, -54 kg, -59 kg, -65 kg, +65 kg.
  - Féminines : -37 kg, -40 kg, -43 kg, -47 kg, -51 kg, -55 kg, -59 kg, +59 kg.

### Arbitrage
Pendant le combat, plusieurs arbitres sont affectés à des tâches différentes. : 
- Le chef de tapis : il est assis à la table des arbitres et dirige leur travail. Il note les actions des combattants avec des gestes codifiés. Il donne la décision finale en tenant compte de la majorité. Le chef de tapis peut arrêter le combat pour concerter les arbitres et décider de la décision finale.
- L'arbitre : il est positionné sur la tapis et dirige le combat au moyen de gestes codifiés et d'un sifflet. Il veille au respect du règlement. Il montre la notation des actions, des immobilisation, des prises douloureuses ou des sanctions. À l'annonce du résultat du combat, l'arbitre saisit les participants par les manches et lève le bras du vainqueur.
- Le juge (juge latéral ou arbitre de chaise) : il est assis en face de la table du chef de tapis, de l'autre côté de la surface de combat. Il note l'action des combattants et le montre par des gestes définis. S'il estime nécessaire d'arrêter le combat, le juge se lève pour attirer l'attention de l'arbitre.

Un ensemble de gestes est défini dans le règlement d'arbitrage pour que les arbitres montrent aux combattants et au public les notes attribuées aux actions.

#### Avantages
Un combattant peut marquer des points et remporter un combat de plusieurs façons en :
- Projetant son adversaire pour le faire chuter sur le tapis.
- Immobilisant au sol son adversaire, le dos contre le tapis.
- Soumettant son adversaire au moyen de prises douloureuses : clés ou compressions portées sur les membres. Les étranglements ne sont autorisés qu'en sambo combat.

## Grandes compétitions

### Compétitions internationales
- 1er jeux européens à Bakou,  Azerbaïdjan en 2015[11] : 8 épreuves sont au programme.

- 2e jeux européens à Minsk,  Biélorussie en 2019[12].
- 18e jeux asiatiques à Jakarta et Palembang,  Indonésie en 2018[13]
- Les championnats du monde sont tenus annuellement depuis 1977

### Grands tournois
Plusieurs grands tournois internationaux ont lieu chaque année. Voici une liste des principaux par ordre chronologique d'apparition dans l'année : 
- Tournoi international pour les prix du président de la République de  Biélorussie
- Coupe du monde mémorial A. Kharlampiev
- Tournoi international Y. Potapov Memorial
- Grand prix de Paris
- Tournoi international pour les prix du président de la République du  Kazakhstan
- Tournoi international pour les prix du président de la République du Tatarstan